# Allan Riverstone McCulloch

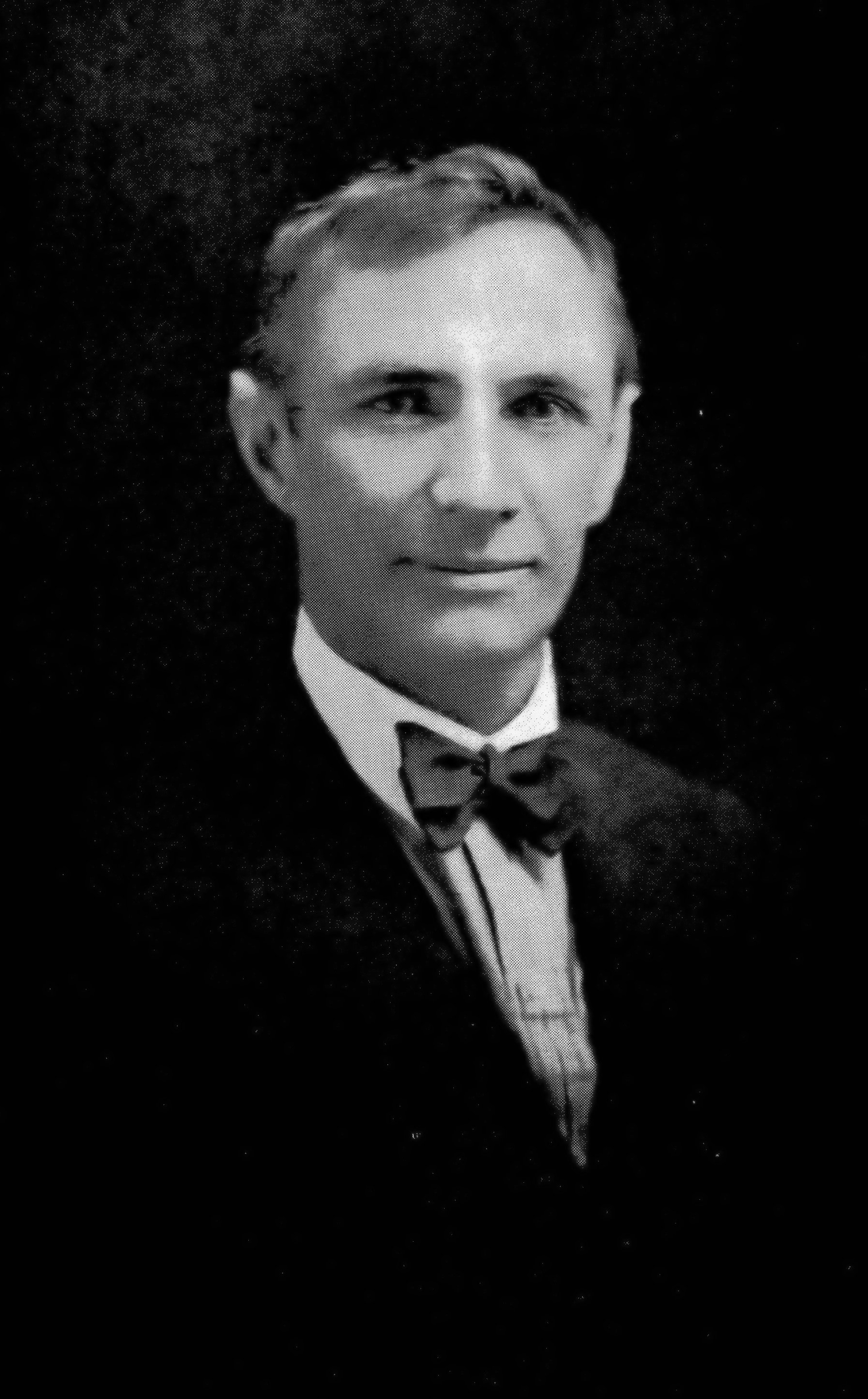
Allan Riverstone McCulloch

Alan Riverstone McCulloch (sinh ngày 20 tháng 6 năm 1885, mất ngày 1 tháng 9 năm 1925) là nhà ngư loại học Úc nổi bật. Ông sinh ra ở Sydney, và bắt đầu công việc nghiên cứu ở tuổi 13 với tư cách là một trợ lý miễn phí cho Edgar Ravenswood Waite ở Bảo tàng Úc, ở đó Waite khích lệ McCulloch học động vật học. Ba năm sau, McCulloch là trợ lý cơ khí, và năm năm sau đó, ông là người chuyên trách nghiên cứu về cá cho đến khi mất.